# Linyphantes laguna
Linyphantes laguna là một loài nhện trong họ Linyphiidae.
Loài này thuộc chi Linyphantes. Linyphantes laguna được Ralph Vary Chamberlin & Wilton Ivie miêu tả năm 1942.